# Număr perfect

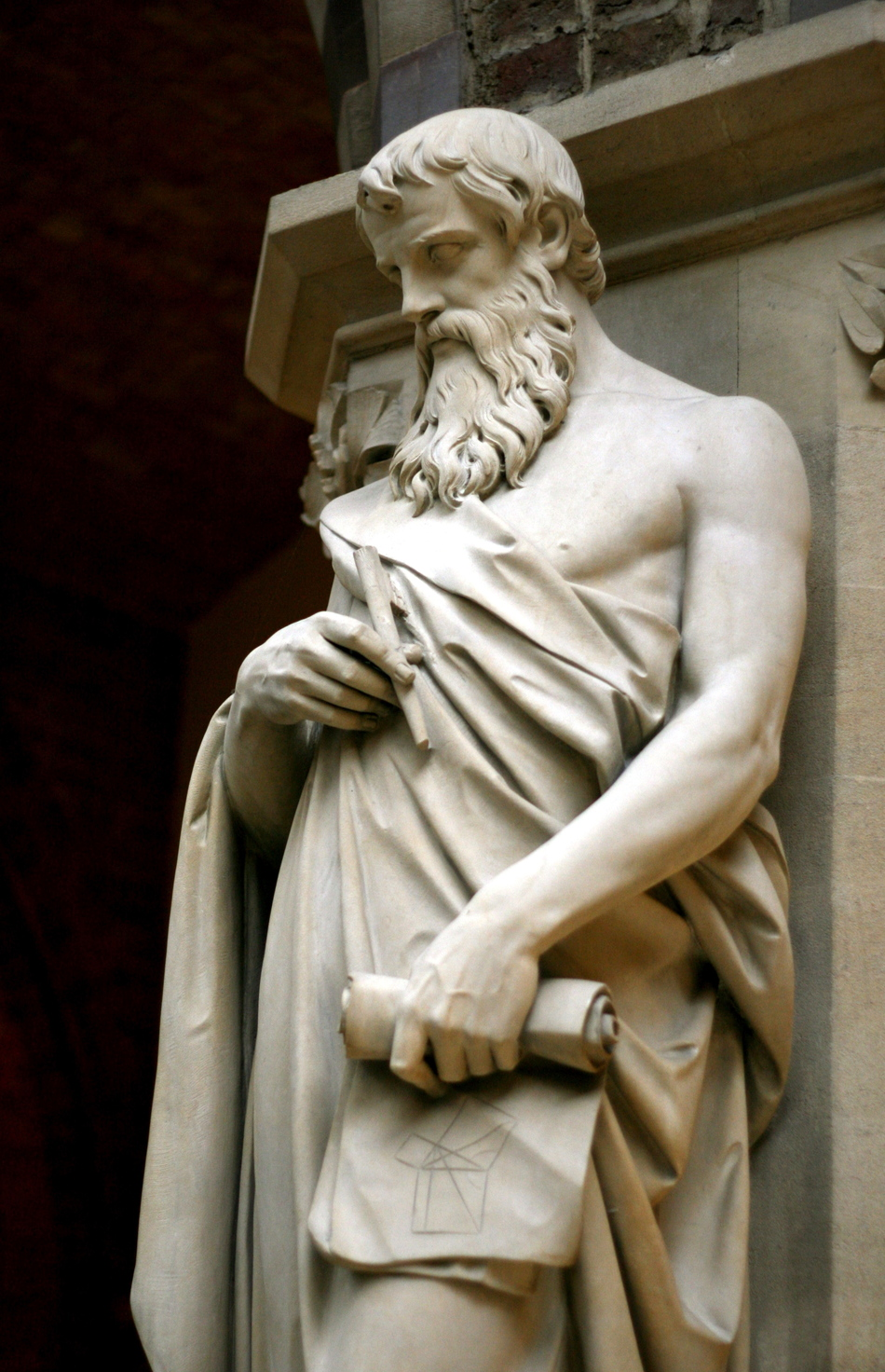
Euclid, precusor al teoriei numerelor.

Numărul perfect este un număr întreg egal cu suma divizorilor săi, din care se exclude numărul însuși.
Astfel, dacă {\displaystyle n} este numărul întreg, avem definițiile:
{\displaystyle \sigma (n)\;={\begin{cases}\leq 2n,\;numar\;deficient\\=2n\;,numar\;perfect\\\geq 2n\;,numar\ abundent\end{cases}}}
Aici apare {\displaystyle \mathbf {2} n} pentru că printre divizorii care alcătuiesc suma {\displaystyle \mathbf {\sigma } (n)} s-a considerat și numărul însuși.

## Exemple date
6=1+2+3
28=1+2+4+7+14
496=1+2+4+8+16+31+62+124+248
8.128=1+2+4+8+16+32+64+127+254+508+1016+2032+4064
Primele zece numere perfecte sunt: 6, 28, 496, 8128, 33550336, 8589869056, 137438691328, 2305843008139952128, 2658455991569831744654692615953842176, 191561942608236107294793378084303638130997321548169216.

## Calculul numerelor perfecte
Euclid a observat că primele patru numere perfecte (menționate mai sus) sunt date de formula:
{\displaystyle 2^{n-1}(2^{n}-1)} ,
unde {\displaystyle \mathbf {n} } ia valorile 2, 3, 5, 7.
Mai mult, Euclid observă că pentru ca 
{\displaystyle 2^{n-1}(2^{n}-1)}
să fie număr perfect trebuie ca 
{\displaystyle 2^{n}-1}
să fie număr prim (acestea sunt de fapt cunoscute ca numerele prime ale lui Mersenne).
Euler a demonstrat că în acest mod pot fi obținute toate numerele perfecte pare.

## Numere perfecte impare
Existența numerelor perfecte impare constituie una din problemele nerezolvate ale matematicii.
Dacă acestea există, ar trebui să fie foarte mari:
Un astfel de număr ar trebui să satisfacă condițiile:
- n>10300
- n este de forma

{\displaystyle n\;=\;q^{\alpha }{p_{1}}^{2e_{1}}{p_{2}}^{2e_{2}}\;\cdots \;{p_{k}}^{2e_{k}}} .